# Енёвче
Енёвче (болг. Еньовче) — село в Болгарии. Находится в Кырджалийской области, входит в общину Ардино. Население составляет 223 человека.

## Политическая ситуация
В местном кметстве Енёвче, в состав которого входит Енёвче, должность кмета (старосты) исполняет Недко Юлиянов Узунов (Движение за права и свободы (ДПС)) по результатам выборов.
Кмет (мэр) общины Ардино — Ресми Мехмед Мурад (Движение за права и свободы (ДПС)) по результатам выборов.